# PH-indikator

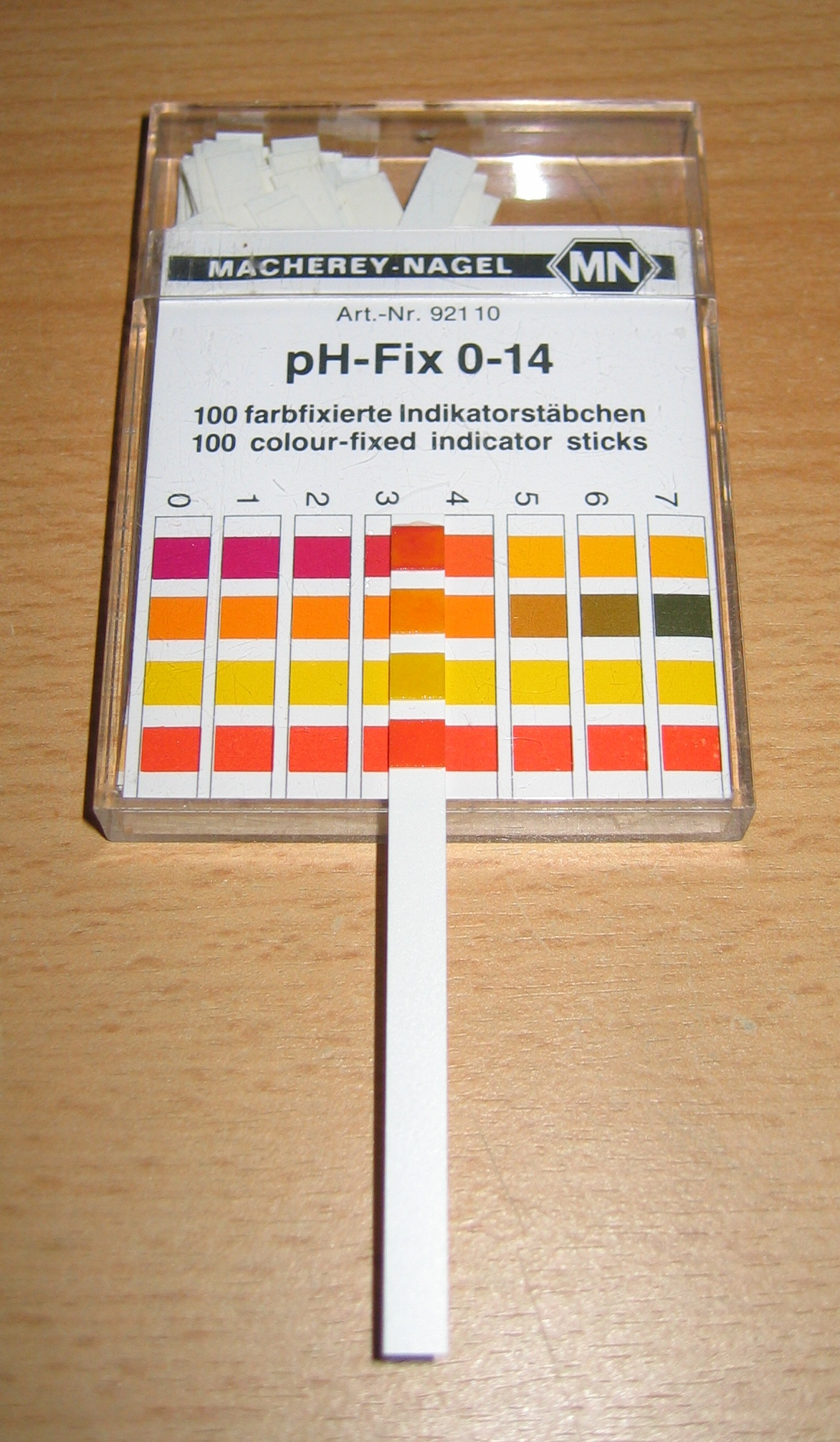
pH-mätning med indikatorpapper.

En pH-indikator – exempelvis lackmus – visar om en lösning är sur, basisk eller neutral. Det är ofta en svag syra eller bas som ändrar färg när den binder upp vätejoner (H+) eller hydroxidjoner (OH-). Indikatorer används i titrering när man till exempel ska bestämma en lösnings buffertförmåga. 
De flesta pH-indikatorerna utgörs av organiska molekyler som innehåller konjugerade dubbelbindningar. När en protonering/deprotonering sker vid konjugationen förskjuts molekylens absorptionsvåglängder, vilket medför färgförändringen.

## Exempel på indikatorer
- Antocyanin (finns naturligt i blommor och växter)
- Bromtymolblått (BTB) indikerar surt, neutralt eller basiskt
- Fenolftalein indikerar surt eller basiskt
- Indigokarmin
- Malakitgrönt
- Lackmuspapper indikerar surt eller basiskt
- Universell indikator indikerar ett grovt pH-värde
- Neutralrött
- pH-papper
- pH-meter

## Naturliga pH-indikatorer
| Växt                        | Syra             | Bas             |
| --------------------------- | ---------------- | --------------- |
| Blåbär                      | röd              | grön            |
| Rödkål (saft eller kokspad) | rosa             | grön            |
| Te (kokt)                   | färgen ljusnar   | färgen mörknar  |
| Hibiskusar                  | röd              | grön            |
| Jasminer                    | gul              | mörkbrun        |
| Rödklöver                   | rosa-orange      | ljusgul         |
| Nypon                       | gul              | mörkgul         |
| Hallon                      |                  | mörkt brunaktig |
| Grönmynta                   | ljusgul          | mörkt gulgrön   |
| Kamomill                    | ljusgul          | klargul         |
| Eucalyptus                  | färglös          | gulorange       |
| Lakritsrot                  | mjölkigt ljusgul | gulorange       |
| Lavendel                    | rosa             | grön            |
| Mandarin                    | röd              | grön            |
| Kanel                       | röd/orange       | grön            |
| Timjan                      | orangegul        | indigoblå       |

### Syntetiska pH indikatorer
En del av dessa är vattenlösliga. Andra exempelvis Fenolftalein löses i en blandning av vatten och alkohol. Vid titrering tillsättes endast en liten mängd indikator. Så kallade universalindikatorer innehåller en blandning av olika syntetiska indikatorer. Ett exempel är Yamadas inikator som innehåller: Tymolblått, Metylrött, Bromtymolblått och Fenolftalein.
| Namn            | Omslagsintervall | Färgomslag  |
| --------------- | ---------------- | ----------- |
| Metylorange     | 3-4,4            | röd-orange  |
| Metylrött       | 4,4-6,2          | röd-gul     |
| Bromkresolgrönt | 3,8-5,4          | gul-blå     |
| Bromfenolrött   | 5,4-7,0          | gul-purpur  |
| Bromtymolblått  | 6-7,5            | gul-blå     |
| Fenolftalein    | 8,4-10           | färglös-röd |
| Tymolftalein    | 9,3-10,5         | färglös-blå |